# Chironomus albicinctus
Chironomus albicinctus är en tvåvingeart som först beskrevs av Gimmerthal 1845.  Chironomus albicinctus ingår i släktet Chironomus och familjen fjädermyggor. Inga underarter finns listade i Catalogue of Life.